# Karlheinz Deschner

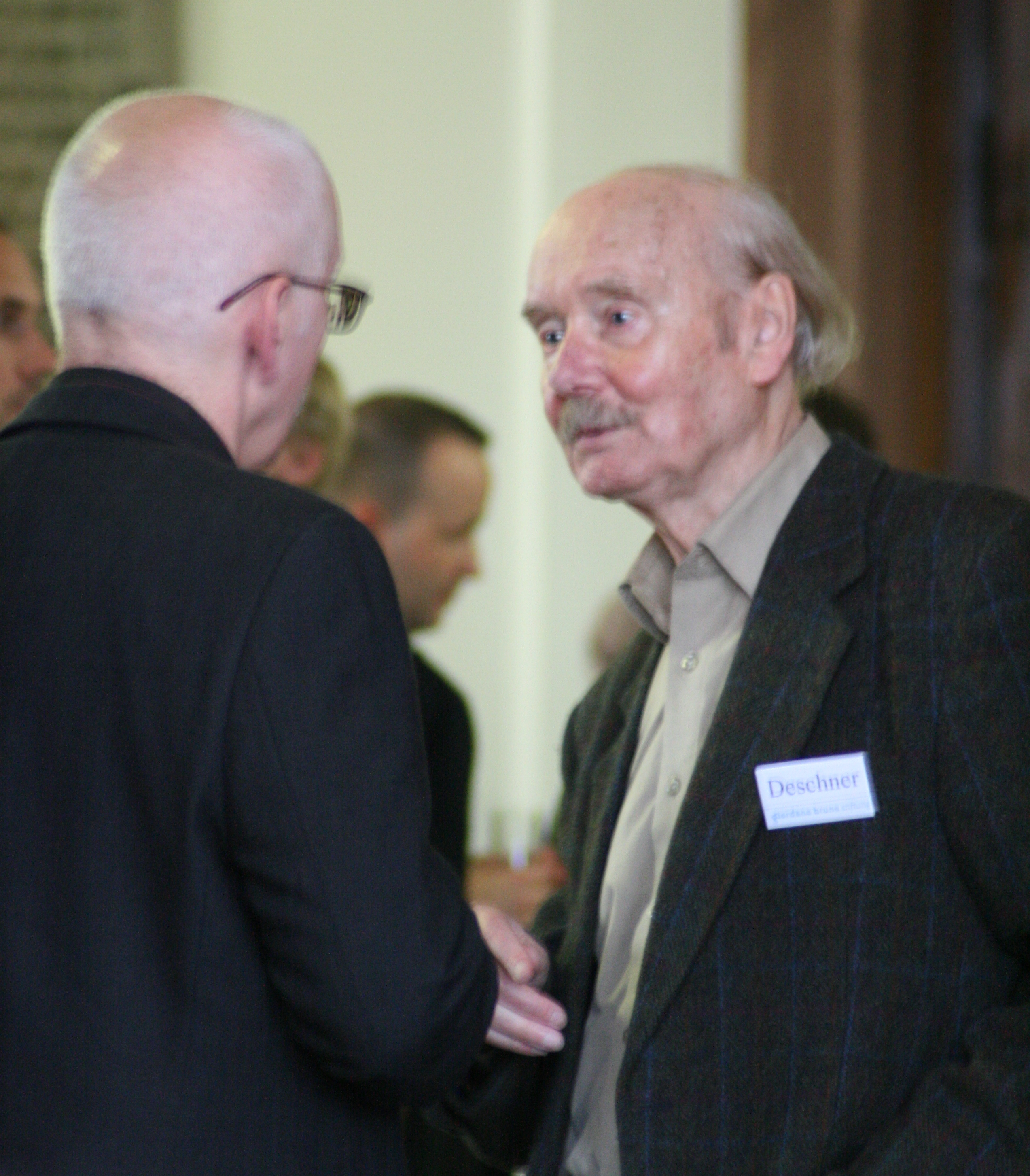
Karlheinz Deschner (rechts) im Jahr 2007 im Gespräch mit Hans Albert

Karl Heinrich Leopold „Karlheinz“ Deschner (* 23. Mai 1924 in Bamberg; † 8. April 2014 in Haßfurt) war ein deutscher Schriftsteller und Historiker, der vor allem durch seine kirchenkritischen Veröffentlichungen zur Kirchengeschichte bekannt wurde.

## Leben
Karl Heinrich Deschner wuchs als Sohn eines katholischen Vaters und einer später zur katholischen Kirche konvertierten protestantischen Mutter auf. Er besuchte die Grundschule in Trossenfurt, 1933/1934 das Franziskanerseminar in Dettelbach (wo er zeitweise im Franziskanerkloster logierte) und ab 1934 das Gymnasium als Internatsschüler bei Karmelitern und Englischen Fräulein in Bamberg. Im März 1942 bestand er die Reifeprüfung. Wie seine ganze Klasse meldete er sich sofort als Kriegsfreiwilliger und war – mehrmals verwundet – bis zur Kapitulation Soldat, zuletzt Fallschirmjäger.
Nach seinem Dienst als Soldat im Zweiten Weltkrieg studierte er 1946/47 an der Philosophisch-theologischen Hochschule Bamberg, schließlich von 1947 bis 1951 an der Universität Würzburg. Er hörte unter anderem Vorlesungen über Literaturwissenschaft, Rechtswissenschaften, Philosophie, Theologie und Geschichte. 1951 wurde er mit der Arbeit Lenaus metaphysische Verzweiflung und ihr lyrischer Ausdruck promoviert.
Deschner heiratete 1951 seine Lebensgefährtin, die geschiedene Elfi Tuch. Aus dieser Ehe gingen drei Kinder (* 1951; * 1958; * 2. Februar 1959, † 20. Oktober 1984) hervor. Die katholische Kirche stellte öffentlich die Exkommunikation des Ehepaars wegen ihrer ungültigen Verbindung fest. Diese wurde vom damaligen Bischof von Würzburg, Julius Döpfner, ausgesprochen. Deschner hatte bis dahin nichts Kirchen- oder Religionskritisches publiziert. Er betrieb Anfang der 1950er Jahre intensive literarische Studien. Die Philosophen Friedrich Nietzsche, Immanuel Kant und Arthur Schopenhauer prägten sein Denken.
Im Jahr 1956 veröffentlichte Deschner im Alter von 32 Jahren mit dem Roman Die Nacht steht um mein Haus sein erstes Buch. Im Folgejahr präsentierte er das Buch Was halten Sie vom Christentum? (1957), in dem er Beiträge von Zeitgenossen wie Hermann Kesten, Heinrich Böll, Arno Schmidt, Max Brod, Arnold Zweig und anderen zusammenfasste und das als sein erstes kirchenkritisches Werk gilt.
Noch im gleichen Jahr erschien der literaturkritische Band Kitsch, Konvention und Kunst (1957), im Jahr 1958 dann der Roman Florenz ohne Sonne.
Das Buch Abermals krähte der Hahn, das 1962 erschien, wird von Interessierten und Kirchenkritikern als Standardwerk betrachtet. 1970 schloss er mit Rowohlt den Vertrag zum Projekt Kriminalgeschichte des Christentums ab; erst 1986 konnte der erste Band erscheinen. 2013 musste mit dem zehnten Band, der bis ins 18. Jahrhundert reicht, die Reihe aus gesundheitlichen Gründen abgeschlossen werden. Die Kriminalgeschichte erschien in einer Auflage von 350.000 Exemplaren. Seit 2013 erscheinen Neuausgaben seiner Werke im Alibri Verlag in einer eigenen Edition.
Dank privater Förderung durch Herbert Steffen, Alfred Schwarz und andere konnte Deschner sich ohne größere materielle Sorgen seinem Hauptwerk (Kriminalgeschichte des Christentums) widmen. Seit 1988 wurde Deschner auch zunehmend öffentliche Anerkennung zuteil, die sich in Preisen und Auszeichnungen ausdrückte.
Deschner war Vegetarier und äußerste mehrmals in Interviews, wenn er noch einmal leben könnte, würde er seine Kraft einer noch „hoffnungsloseren Thematik“ widmen als der Bekämpfung des Christentums, den Tieren. Wiederum würde er sich schreibend betätigen, auch wenn seine Bücher nicht wie jetzt Millionen Leser erreichten. Doch sie stünden im Dienst einer noch notwendigeren Sache, nach seiner Überzeugung der notwendigsten überhaupt.
Deschner lebte bis zu seinem Tod in der katholisch geprägten Kleinstadt Haßfurt in Unterfranken.
Deschner war Mitglied des PEN-Zentrums Deutschland und Ehrenmitglied des Humanistischen Verbandes Bayern.

## Preise und Auszeichnungen
1988 wurde Deschner für sein aufklärerisches Engagement und für sein literarisches Werk, nach Wolfgang Koeppen, Hans Wollschläger, Peter Rühmkorf, mit dem Arno-Schmidt-Preis ausgezeichnet. Im Juni 1993 erhielt er – nach Walter Jens, Dieter Hildebrandt, Gerhard Zwerenz und Robert Jungk – den Alternativen Büchnerpreis und im Juli 1993 – nach Andrei Sacharow und Alexander Dubček – als erster Deutscher den International Humanist Award der Internationalen Humanistischen und Ethischen Union (International Humanist and Ethical Union). 1994 wurde er zum Ehrenmitglied des Bundes für Geistesfreiheit Würzburg (heute Regionalgruppe der Humanistischen Vereinigung) ernannt. Zudem wurde Deschner im September 2001 mit dem Erwin-Fischer-Preis des Internationalen Bundes der Konfessionslosen und Atheisten (IBKA) und im November dem Ludwig-Feuerbach-Preis des Bundes für Geistesfreiheit Augsburg ausgezeichnet.
2004 wurde Deschner mit dem Wolfram-von-Eschenbach-Preis des Bezirks Mittelfranken für sein Lebenswerk ausgezeichnet. Die Laudatio hielt der Literaturwissenschaftler Karl Corino.
2006 erhielt er den Premio letterario Giordano Bruno, Mailand.
Im Jahre 2006 wurde Deschner zum Mitglied der Serbischen Akademie der Wissenschaften und Künste (Abteilung für Geschichtswissenschaft) gewählt.
Im Jahr 2004 gab die Giordano Bruno Stiftung die Einrichtung eines nach dem Autor benannten Deschner-Preises bekannt, der Personen oder Organisationen verliehen werden soll, „die in besonderem Maße zur Stärkung des säkularen, wissenschaftlichen und humanistischen Denkens und Handelns beitragen“. Erster Träger dieses Deschner-Preises (2007) war der britische Evolutionsbiologe Richard Dawkins (Oxford).

## Rezeption
Deschners erster Roman, Die Nacht steht um mein Haus (1956), erregte wenig Interesse. Bekannt und zum Bestsellerautor wurde Deschner ein Jahr später mit Erscheinen der Streitschrift Kitsch, Konvention und Kunst. Sie provozierte einen Skandal, weil Deschner damals beliebte dichterische Werke heftig angriff. Seit 1958 veröffentlichte Deschner überwiegend Werke zur Religions- und Kirchenkritik, u. a. die zehnbändige Kriminalgeschichte des Christentums.

### Ablehnung
Vorwurf mangelnder Wissenschaftlichkeit und methodische Kritik
Der emeritierte Professor für Kirchengeschichte an der Universität Bamberg, Georg Denzler, bewertete die Wissenschaftlichkeit kritisch: „Er (Deschner) kennt kein Quellenstudium, er trifft eine höchst einseitige Literaturauswahl, interpretiert gedruckte Quellen ohne Berücksichtigung des Zusammenhangs, nimmt Einzelereignisse für das Ganze und täuscht einen gelehrten Anmerkungsapparat vor, bei dem oft nicht zu kontrollieren ist, was behauptet wird.“ An anderer Stelle urteilt er, Deschner sei zwar „der kenntnisreichste unter den advocati diaboli“, doch mangele es ihm an historischem Denken und historischem Urteil.
Gegen diese Kritik wandte der Kirchenkritiker Hubertus Mynarek ein, Deschner bediene sich als Kompilator lediglich der Forschungsergebnisse christlicher Exegeten, Altertumsforscher, Mediävisten, neuzeitlicher und moderner Historiker und habe eigene originäre Forschung nicht geleistet und auch nicht leisten wollen. Mynarek kritisierte jedoch Deschners induktive Methode, eine additive Sisyphos-Arbeit, als untauglich zur Kirchenkritik und bevorzugt eine deduktive philosophisch-soziologische Analyse, wie sie etwa Eugen Drewermann geleistet habe.
Vorwurf eines eingeschränkten Religionsverständnisses
Mynareks Hauptkritik wendet sich gegen Deschners verdrängte Religiosität, die nur noch aus Zweifeln bestehe. Seine Fixierung auf religiöse Dogmen, seine Gleichsetzung von Religion und Gottglaube verhindere ein universales Religionsverständnis wie bei Giordano Bruno. Seine kontrastive ethische Verklärung des synoptischen Jesus sei „sentimental, zu romantisch-verklärend“. Mynarek erklärt Deschners Kirchenkritik teilweise als „transformierte Aggressivität“, die in der abgründig-widersprüchlichen Persönlichkeit Deschners verwurzelt sei. Auch die deterministische Leugnung des freien Willens in der Aphoristik stehe letztlich im Gegensatz zur kritischen Haltung Deschners, die Freiheit und Schuld gerade voraussetze.
Vorwurf eines fatalistisch-pessimistischen Welt- und Menschenbildes
Joachim Kahl zeigt sich über zahlreiche Aphorismen Deschners erschrocken, in denen er ein Menschenbild zu erkennen glaubt, das „hämisch herabsetzend, fatalistisch, voll Sehnsucht nach Tod und Tötung“ sei. Auf Kahls Kritik von Deschners Aphoristik, wieder abgedruckt in „Aufklärung ist Ärgernis …“: Karlheinz Deschner Leben – Werk – Wirkung, repliziert Gabriele Röwer im selben Band detailliert; sie wirft Kahl vor, es mangele ihm an Verständnis für das Wesen des Aphorismus und klammere einen der eigenen Deutung widersprechenden Großteil der Deschnerschen Aphorismen aus, deren Leitidee sie in der „Humanisierung der Lebensverhältnisse auf diesem Planeten“ sieht.
Vorwurf eines verzerrten USA-Bildes fragwürdiger Herkunft
Der Politikwissenschaftler und Extremismusforscher Armin Pfahl-Traughber kritisiert an Deschners Buch Der Moloch, dass es teilweise, wenn auch ohne Absicht, auf ungeprüften gefälschten Quellen und rechtsradikaler Verschwörungsliteratur beruhe, an einen „Stammtisch-Diskurs“ erinnere und stellenweise suggeriere, dass „die US-Amerikaner schlimmer als die Nationalsozialisten waren“. Er bewertet den Moloch als ein „in der Gesamtbetrachtung als Zerrbild anzusehende[s] Buch über den von ihm [Deschner] gar so verachteten Staat der «Yankees»“. Pfahl-Traughber legt jedoch Wert auf die Feststellung, dass er damit die vielen meist zutreffend dargestellten Sachverhalte nicht leugnen und die USA auch nicht generell verteidigen wolle.
Deschner wies die Kritik zurück: Die Orientierung an der goldenen Mitte zwischen Gut und Böse sei kein historiografisches Kriterium. Er bedauere, auf drei Seiten seines Werks einer Fälschung aufgesessen zu sein. Seine Nachforschungen hinsichtlich des Abegg-Archivs ließen aber auch Zweifel an angeblichen Fälschungen aufkommen. Hass mache manchmal auch hellsichtig, nicht blind, und sei nur die andere Seite des Mitgefühls für die Opfer und der Liebe zur Wahrheit. Pfahl-Traughber blende aus, dass er nicht nur das Bankhaus Warburg als Finanzgeber Hitlers dargestellt habe, sondern auch Henry Ford, John Foster Dulles und deutsche Unternehmen. Seine Einschätzung der Geschichte sei nicht deutschnational, sondern decke sich etwa hinsichtlich des Kriegseintritts der USA 1917 mit der Winston Churchills.

### Zustimmung
Zu Deschners Buch Abermals krähte der Hahn schrieb der evangelische Theologe Hans Conzelmann: „Deschner hat sich informiert. Er wird sich auf nichts einlassen als: Information.“
Zum selben  Buch schrieb der katholische Theologe Richard Völkl: „Vor allem aber beweist der Autor an Hand einer immensen Quellen- und Literaturverwertung, was er sagt.“
Der Philosoph und Literaturwissenschaftler Ludger Lütkehaus nannte es „das Verdienst Deschners, auf die Gewalttätigkeit des Christentums hingewiesen zu haben“. Wer der von Deschner „gnadenlos nachgezeichneten Blutspur“ von Christen folge, werde sich des Gesamteindrucks kaum erwehren können: „Was hat die Geschichte des Christentums, der Christentümer aus der Liebesreligion des Anfangs gemacht!“
Beeindruckt von der Kriminalgeschichte des Christentums zeigte sich der katholische Theologe Adolf Holl: „Wie furchtbar der Glaubenseifer sein kann, ist in der ‚Kriminalgeschichte des Christentums‘ nachzulesen. Nach der Lektüre wirken all die Päpste, Kardinäle, Bischöfe und Äbte, Theologen, Nonnen, Mönche und Priester von den ersten Anfängen der Kirche bis in die katholische Gegenwart wie eine Bande von Gangstern, deren verbrecherische Machenschaften sich hinter Weihrauchwolken verbergen.“
Die Theologin Uta Ranke-Heinemann schrieb in ihrem Buch Nein und Amen. Mein Abschied vom traditionellen Christentum: „Der europäische Bürger, den beim Begriff ‚Christliches Abendland‘ satte Selbstzufriedenheit zu befallen pflegt, weil ‚Christliches Abendland‘ in seinen Ohren nach frommer Rechtschaffenheit klingt, sieht nach der Lektüre von Deschner seine Suppe voller Haare. Christliche Unwissenheit und Arroganz werden durch Deschner empfindlich gestört“.
In der Frankfurter Rundschau schrieb der Journalist Arno Widmann zur Kriminalgeschichte des Christentums: „Es gibt Sätze in diesem Buch, die möchte man auswendig lernen, um niemals zu vergessen, welches die Grundlagen der Welt sind, in der wir leben.“ Dazu in der gedruckten Ausgabe die zweite Überschrift: „Karlheinz Deschners ‚Kriminalgeschichte des Christentums‘ zeigt uns, wie wir sind.“
Nach Deschners Tod im April 2014 im Alter von 89 Jahren lud die Giordano-Bruno-Stiftung in Kooperation mit den Verlagen Rowohlt und Alibri zu Ehren ihres Mitgliedes zu einer Gedenkfeier. Michael Schmidt-Salomon lobte Deschner in einem Nachruf als „Juwel der Aufklärung“.

## Werke

### Literarische Werke

#### Romane
- Die Nacht steht um mein Haus. Roman. List, München 1956
- Florenz ohne Sonne. Roman. List, München 1958
  - Neuausgabe der Romane in einem Band: Die frühen autobiographischen Romane, Alibri, Aschaffenburg 2016, ISBN 978-3-86569-233-7

#### Aphorismen
- Nur Lebendiges schwimmt gegen den Strom. Aphorismen. Lenos, Basel 1985, ISBN 3-85787-647-6
- Ärgernisse. Aphorismen. Rowohlt, Reinbek 1994, ISBN 3-498-01301-7
- Mörder machen Geschichte. Aphorismen. Lenos, Basel 2003, ISBN 3-85787-341-8
- Auf hohlen Köpfen ist gut trommeln. Alte und neue Aphorismen – eine Auswahl letzter Hand. (Hrsg. Gabriele Röwer). Lenos, Basel 2016, ISBN 978-3-85787-474-1

### Sachbücher
- Kitsch, Konvention und Kunst. Eine literarische Streitschrift. List, München 1957; Ullstein, Frankfurt am Main 1991, ISBN 3-548-34825-4.
- Abermals krähte der Hahn. Eine kritische Kirchengeschichte. Günther, Stuttgart 1962; als Taschenbuch: Rowohlt, Reinbek bei Hamburg 1972 (= rororo. Band 6788), ISBN 3-499-16788-3; Neuausgabe: Alibri, Aschaffenburg 2015, ISBN 978-3-86569-188-0.
- Talente, Dichter, Dilettanten. Überschätzte und unterschätzte Werke in der deutschen Gegenwart. Limes, Wiesbaden 1964; NA 1974, DNB 740476246.'
- Mit Gott und den Faschisten. Der Vatikan im Bunde mit Mussolini, Franco, Hitler und Pavelić. Günther, Stuttgart 1965; Neuauflage: Ahriman, Freiburg im Breisgau 2012, ISBN 978-3-89484-610-7.
- Kirche und Faschismus. Jugenddienst, Wuppertal 1968, DNB 456332545.
- Das Kreuz mit der Kirche. Eine Sexualgeschichte des Christentums. Econ, Düsseldorf 1974; überarbeitete Neuausgabe 1992; Sonderausgabe 2009, ISBN 978-3-9811483-9-8.
- Kirche des Un-Heils. Argumente, um Konsequenzen zu ziehen. Heyne, München 1974, ISBN 3-453-00445-0.
- Ein Papst reist zum Tatort. Hoffmann und Campe, Hamburg 1981, ISBN 3-455-08201-7.
- Ein Jahrhundert Heilsgeschichte. Die Politik der Päpste im Zeitalter der Weltkriege. 2 Bände. Kiepenheuer & Witsch, Köln 1982/83
  - erweiterte Neuausgabe in einem Band als: Die Politik der Päpste. Alibri, Aschaffenburg 2013, ISBN 978-3-86569-116-3.
- Die beleidigte Kirche oder: Wer stört den öffentlichen Frieden? Gutachten im Bochumer § 166-Prozess. Ahriman, Freiburg im Breisgau 1986, ISBN 3-922774-05-9.
- Kriminalgeschichte des Christentums (zehn Bände). Rowohlt, Reinbek 1986ff
  - Band 1: Die Frühzeit. Von den Ursprüngen im Alten Testament bis zum Tod des hl. Augustinus (430)
  - Band 2: Die Spätantike. Von den katholischen „Kinderkaisern“ bis zur Ausrottung der arianischen Wandalen und Ostgoten unter Justinian I. (527–565)
  - Band 3: Die Alte Kirche. Fälschung, Verdummung, Ausbeutung, Vernichtung
  - Band 4: Frühmittelalter. Von König Chlodwig I. (um 500) bis zum Tode Karls des Großen (814)
  - Band 5: 9. und 10. Jahrhundert. Von Ludwig dem Frommen (814) bis zum Tode Ottos III. (1002)
  - Band 6: 11. und 12. Jahrhundert. Von Kaiser Heinrich II. dem „Heiligen“ (1002) bis zum Ende des Dritten Kreuzzugs (1192)
  - Band 7: 13. und 14. Jahrhundert. Von Kaiser Heinrich VI. (1190) zu Kaiser Ludwig IV. dem Bayern (1347)
  - Band 8: 15. und 16. Jahrhundert. Vom Exil der Päpste in Avignon bis zum Augsburger Religionsfrieden
  - Band 9: Mitte des 16. bis Anfang des 18. Jahrhunderts. Vom Völkermord in der Neuen Welt bis zum Beginn der Aufklärung
  - Band 10: 18. Jahrhundert und Ausblick auf die Folgezeit. Könige von Gottes Gnaden und Niedergang des Papsttums
  - mit Hubert Mania: Kriminalgeschichte des Christentums 1-10: Sachregister und Personenregister. Rowohlt, Reinbek 2014, ISBN 978-3-499-63055-2.
  - Digitalisierte Ausgabe: Kriminalgeschichte des Christentums. CD-ROM, Directmedia Publishing, Berlin 2005, ISBN 978-3-89853-532-8
- Opus Diaboli. Fünfzehn unversöhnliche Essays über die Arbeit im Weinberg des Herrn. Rowohlt, Reinbek 1987, ISBN 3-498-01270-3; Neuausgabe: Alibri, Aschaffenburg 2016, ISBN 978-3-86569-193-4.
- Der gefälschte Glaube. Eine kritische Betrachtung kirchlicher Lehren und ihrer historischen Hintergründe. Knesebeck & Schuler, München 1988, ISBN 3-453-01231-3
  - Unveränderte Neuauflage zum 80. Geburtstag: Knesebeck, München 2004, ISBN 3-89660-228-4.
- Dornröschenträume und Stallgeruch. Über Franken, die Landschaft meines Lebens. Knesebeck & Schuler, München 1989, ISBN 3-926901-14-4; Neuausgabe: Königshausen & Neumann, Würzburg 2004, ISBN 3-8260-2801-5.
- Der Anti-Katechismus. 200 Gründe gegen die Kirchen und für die Welt, mit Horst Herrmann. Rasch und Röhring, Hamburg 1991, ISBN 3-89136-302-8.
  - überarbeitete Neuausgabe: Der Anti-Katechismus. 200 Gründe gegen die Kirchen und für die Welt. Tectum, Marburg 2015, ISBN 978-3-8288-3546-7.
- Der Moloch. „Sprecht sanft und tragt immer einen Knüppel bei euch!“ Zur Amerikanisierung der Welt. Weitbrecht, Stuttgart 1992, ISBN 3-522-70970-5
- Die Vertreter Gottes. Eine Geschichte der Päpste im 20. Jahrhundert. Heyne, München 1994, ISBN 3-453-07048-8
- Was ich denke. Goldmann, München 1994, ISBN 3-442-12531-6; Neuausgabe: Alibri Verlag, Aschaffenburg 2018, ISBN 978-3-86569-286-3.
- mit Milan Petrović: Weltkrieg der Religionen. Der ewige Kreuzzug auf dem Balkan. Weitbrecht, Stuttgart 1995, ISBN 3-522-71740-6.
  - Neuausgabe als: Krieg der Religionen. Heyne, München 1999, ISBN 3-453-16742-2
- Oben ohne. Für einen götterlosen Himmel und eine priesterfreie Welt. Zweiundzwanzig Attacken, Repliken und andere starke Stücke. Rowohlt, Reinbek 1997, ISBN 3-499-60705-0
- Für einen Bissen Fleisch. Das schwärzeste aller Verbrechen. Asku-Presse, Bad Nauheim 1998, ISBN 3-930994-10-0.
- Die Rhön. Heidnisches und Heiliges, Urtümlichkeit und Idyllik einer einsamen Landschaft. Kleebaum, Bamberg 1998, ISBN 3-930498-15-4.
- Memento! Kleiner Denkzettel zum „Großen Bußakt“ des Papstes im Heiligen Jahr 2000. Rowohlt (rororo 60926), Reinbek bei Hamburg 1999, ISBN 3-499-60926-6.
- Musik des Vergessens. Über Landschaft, Leben und Tod im Hauptwerk Hans Henny Jahnns. Asku-Presse, Bad Nauheim 2003, ISBN 3-930994-14-3.
- Poeten und Schaumschläger – Von Jean Paul bis Enzensberger. 24 Aufsätze zur Literatur und Literaturkritik. Rombach, Freiburg im Breisgau 2007, ISBN 978-3-7930-9504-0.
- Die Landschaft meines Lebens: Über Franken und die Rhön. Bildband mit Fotografien von Anton Kaiser. Alibri, Aschaffenburg 2024, ISBN 978-3-86569-380-8 (136 S.).

### Als Herausgeber
- Was halten Sie vom Christentum? 18 Antworten auf eine Umfrage. List, München 1957.
- Jesusbilder in theologischer Sicht. List, München 1966.
- Das Jahrhundert der Barbarei. Desch, München 1966.
- Wer lehrt an deutschen Universitäten? Limes, Wiesbaden 1968.
- Das Christentum im Urteil seiner Gegner. In 2 Bänden. Limes, Wiesbaden 1969/71.
  - überarbeitete Neuausgabe in 1 Band. Verlag Max Hueber, Ismaning bei München 1986, ISBN 3-19-005507-6.
- Kirche und Krieg. Der christliche Weg zum Ewigen Leben. Günther, Stuttgart 1970.
- Warum ich aus der Kirche ausgetreten bin. Kindler, München 1970.
- Der manipulierte Glaube. Eine Kritik der christlichen Dogmen. Kindler, München 1971.
- Warum ich Christ/Atheist/Agnostiker bin. Kiepenheuer & Witsch, Köln 1977.
- Woran ich glaube. Gütersloher Verlagshaus Mohn, Gütersloh 1990.
- Zwischen Kniefall und Verdammung. Robert Mächler, ein gläubiger Antichrist. Eine Auswahl aus seinem religions- und kirchenkritischen Werk. Merlin, Gifkendorf 1999, ISBN 3-926112-95-6.

## Video
- Die haßerfüllten Augen des Herrn Deschner. Film aus dem Jahr 1998 von Ricarda Hinz und Jacques Tilly, herausgegeben vom Humanistischen Verband Deutschlands
- Tod eines Kritikers: Nachruf auf Karlheinz Deschner
- „Gott geht in den Schuhen des Teufels“ Matinee zu Karlheinz Deschner Teil 1
- „Gott geht in den Schuhen des Teufels“ Matinee zu Karlheinz Deschner Teil 2